# St. Josef (Dietikon)

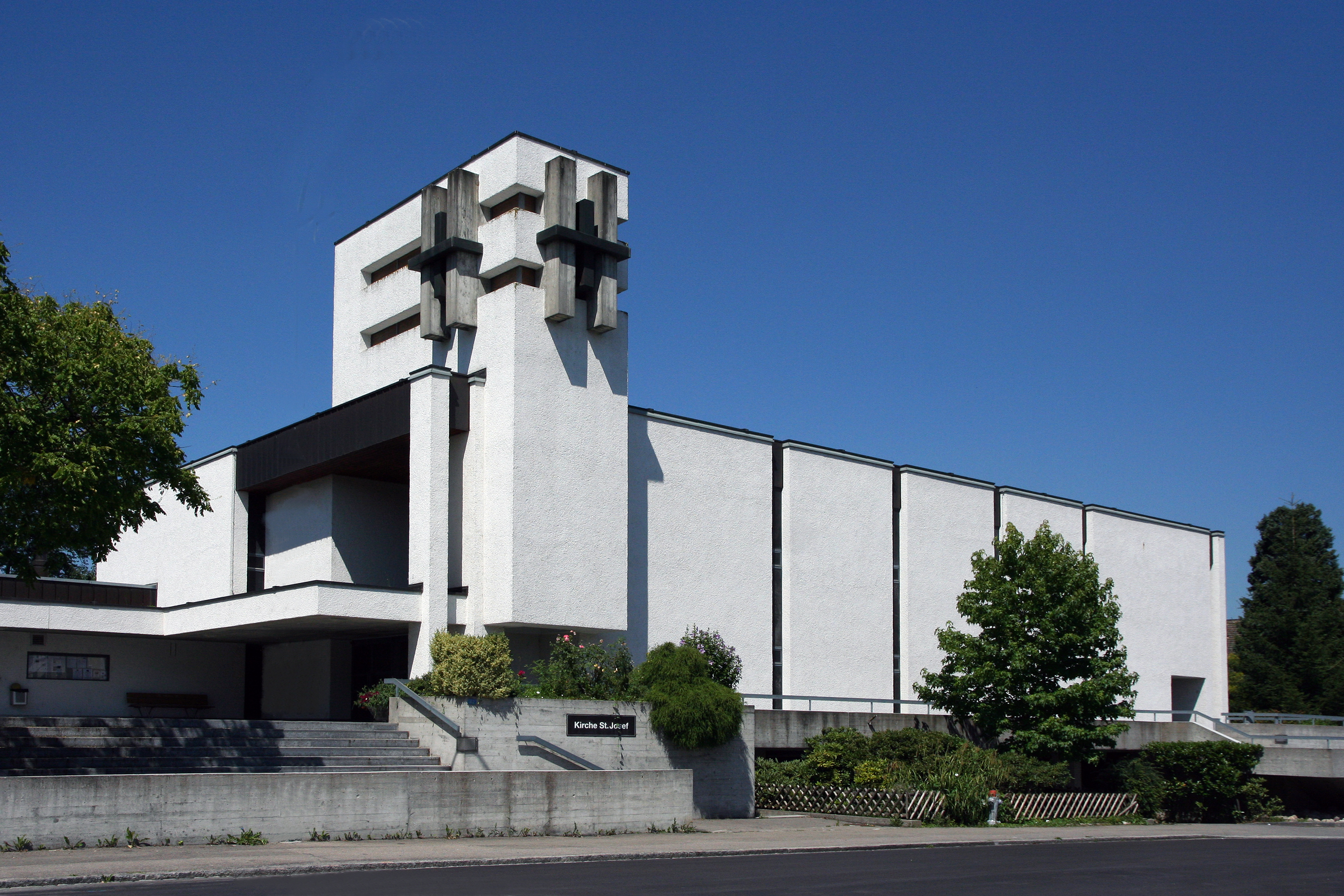
Kirche St. Josef

Die Kirche St. Josef ist neben der Kirche St. Agatha die zweite römisch-katholische Pfarrkirche von Dietikon im Kanton Zürich. Die Kirche St. Josef steht im Osten von Dietikon an der Urdorferstrasse.

## Geschichte

### Mittelalter bis ins 20. Jahrhundert
Ab dem 8. Jahrhundert befand sich im Gebiet der heutigen Basi eine erste christliche Kultstätte in Dietikon. Im Dorfkern von Dietikon ist eine Pfarrkirche seit dem Jahre 1089 urkundlich nachgewiesen. Es wird angenommen, dass die Kirche St. Ulrich und Agatha erst gegen Ende des 11. Jahrhunderts erbaut wurde, wahrscheinlich als Tochterkirche von der Stadtkirche von Baden. Zur Kirche St. Ulrich und Agatha gehörten im 14. Jahrhundert mehrere Kapellen. So war St. Ulrich und Agatha die Mutterkirche der umliegenden Gemeinden Glanzenberg (1259 an Weiningen ZH abgetreten), Killwangen (1319 an Baden abgetreten), Spreitenbach, Urdorf und Geroldswil. Noch im Jahr 1489 wurde in Urkunden für die Kirche der Hl. Ulrich als erster Titelheilige genannt, später wurde die Hl. Agatha als erste Titelheilige genannt und der Hl. Ulrich lediglich noch als Nebenpatron aufgeführt. Das Patronat der Kirche von Dietikon wurde 1257 von Rudolf von Habsburg zusammen mit dem Patronat der Filialen Spreitenbach und Urdorf an das Kloster Wettingen vergabt. Als das Kloster Wettingen im Jahr 1529 den reformierten Glauben annahm, wurden auch in der zum Kloster Wettingen gehörenden Kirche St. Agatha Dietikon die Bilder und Altäre aus der Kirche entfernt und eine Kanzel in den Chor gestellt. Nach der Schlacht bei Kappel 1531 setzten die katholischen Orte die Wiedereinführung des katholischen Glaubens im Kloster Wettingen durch. Im Jahr 1532 wurde deshalb in der Kirche St. Agatha Dietikon wieder der Altar in der Kirche aufgestellt, doch blieb in Dietikon eine reformierte Minderheit bestehen. Durch das Landfriedensgesetz wurde die Kirche St. Agatha beiden Konfessionen zugesprochen. Auch das Pfarrhaus wurde zunächst von einem reformierten und einem katholischen Pfarrer bewohnt. Der reformierte Pfarrer zog sich jedoch bald nach Urdorf zurück, das ganz zum neuen Glauben übergetreten war. Die Ernennung des katholischen und des reformierten Pfarrers geschah jeweils durch den Abt von Wettingen, dem von der Stadt Zürich eine Dreierliste vorgelegt wurde, aus der er zu wählen hatte. Bereits vor der Aufhebung des Klosters Wettingen 1841 ging im Jahr 1838 das Patronat vom Kanton Aargau an den Kanton Zürich über. Als im Jahr 1803 die Helvetische Republik aufgelöst wurde, erhielt der Kanton Zürich durch die Mediation die beiden katholisch geprägten Gemeinden Rheinau ZH und Dietikon. Die dortigen Pfarreien waren – ab 1863 auch noch mit der Pfarrei St. Peter und Paul in Winterthur – die einzigen, die im sonst reformiert geprägten Kanton Zürich öffentlich-rechtlich anerkannt waren. Diese Sondersituation änderte sich erst im Jahr 1963 im Rahmen einer Volksabstimmung, durch die die römisch-katholische Kirche im ganzen Kanton Zürich anerkannt war.

### Ab dem 20. Jahrhundert

#### Ende des Simultanverhältnisses und Bau von St. Agatha
Der Bau der Spanisch-Brötli-Bahn und die danach einsetzende Industrialisierung hatten einen raschen Anstieg der Bevölkerung von Dietikon zur Folge. Die alte Simultankirche wurde deshalb sowohl für die katholische als auch für die reformierte Gemeinde viel zu klein. Auch waren aus verschiedenen Gründen mehr als zwei Gottesdienste am Sonntagmorgen nicht möglich, sodass die Platzverhältnisse den Bischof von Chur, Georg Schmid von Grüneck an der Firmansprache zu Allerheiligen 1911 zur Aussage brachte: „Spannen Sie alle Kräfte an, um aus dieser Sardinenbüchse herauszukommen“. In den 1910er Jahren wurde deshalb die Beendigung des Simultanverhältnisses von beiden Kirchgemeinden angestrebt, ohne dass man sich jedoch mit der anderen Kirchgemeinde hätte einigen können. Auch war lange nicht klar, welche der beiden Kirchgemeinden die alte Kirche behalten würde. Auf beiden Seiten wurde für den Bau einer je eigenen, neuen Kirche Geld gesammelt und nach geeignetem Bauland Ausschau gehalten. Nach jahrelangen Verhandlungen wurde 1918 eine Schätzung der Anteile der beiden Kirchgemeinden an der alten Simultankirche vorgenommen. Da die katholische Ausstattung reichhaltiger war, war deren Anteil an der alten Kirche grösser. An einer Abstimmung der reformierten Kirchgemeinde am 23. Januar 1921 entschieden ihre Mitglieder mit 78 von 120 Stimmen, das Auskaufangebot der katholischen Kirchgemeinde anzunehmen. Am 13. September 1925 hielten die reformierten Christen in der alten Simultankirche ihren letzten Gottesdienst und zogen zur Einweihung der neu erbauten reformierten Kirche.
In den Jahren 1925–1927 wurde nach Plänen des renommierten Architekten Adolf Gaudy die heutige Kirche St. Agatha im Zentrum von Dietikon erbaut. Sie ist in etwa doppelt so gross wie ihre mittelalterliche Vorgängerkirche.

### Entstehungs- und Baugeschichte

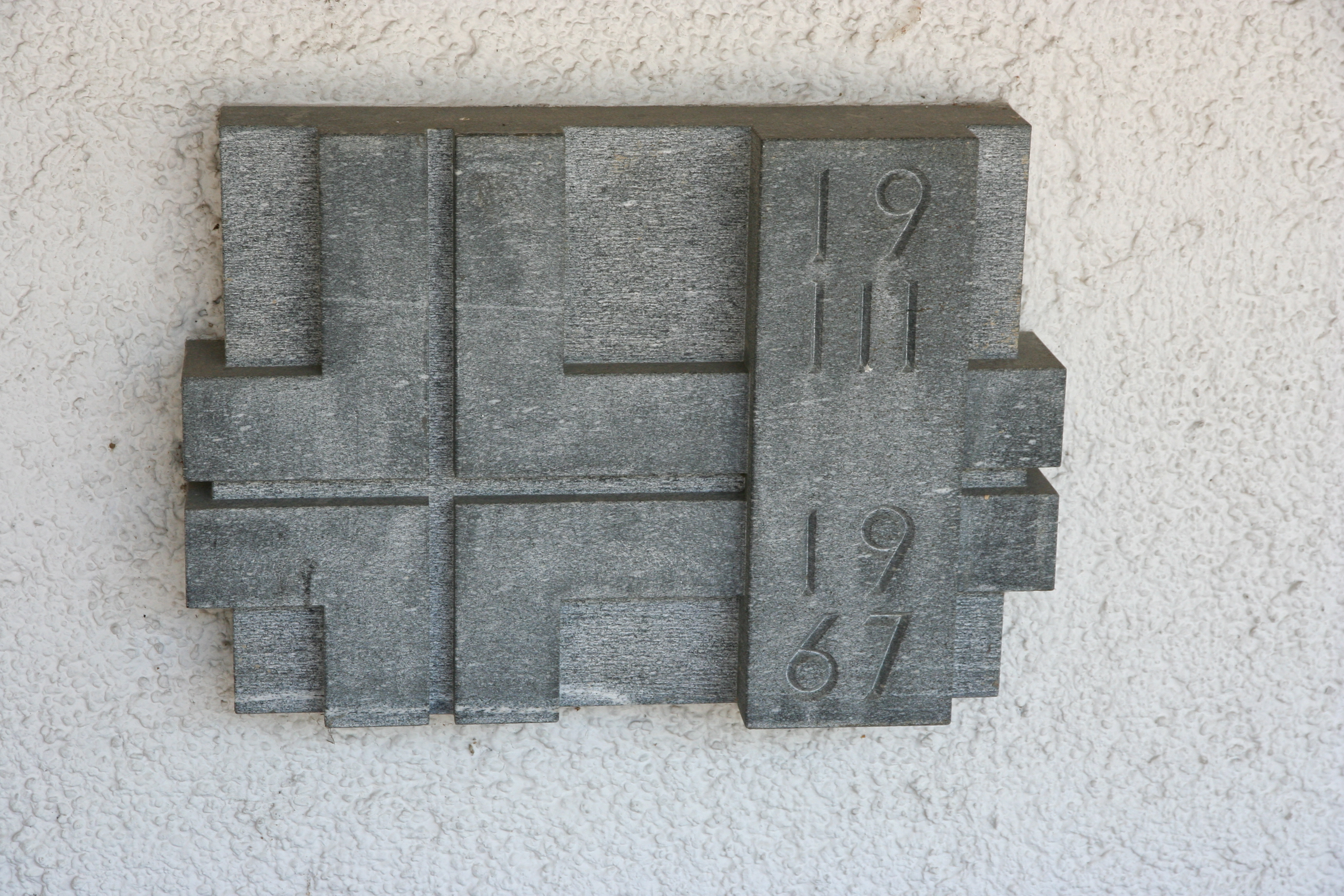
Grundstein von 1967

Seit dem Ende des Zweiten Weltkriegs setzte in den Ballungszentren der Schweiz ein Bauboom ein, der ab den 1950er Jahren auch Dietikon erfasste. Im Jahr 1968 wohnten in Dietikon und den damals zur katholischen Kirchgemeinde Dietikons zählenden Gemeinden Geroldswil, Oetwil an der Limmat und Fahrweid-Weiningen ZH 15‘000 Katholiken, weshalb die Planung von zwei weiteren Pfarreien innerhalb Dietikons sowie eine in Geroldswil für Oetwil und Fahrweid angestrebt wurde, von denen jedoch nur die Pfarrei St. Johannes Geroldswil und die Pfarrei St. Josef Dietikon realisiert wurden. Nicht zustande kam der Aufbau einer Pfarrei St. Ulrich, die den ursprünglichen Patron der Kirche St. Agatha als Kirchenpatron gehabt hätte, Bischof Ulrich von Augsburg. Diese Kirche wäre an der heutigen Schützenstrasse 2–8 im Quartier Breiti im Westen von Dietikon zu stehen gekommen. Als zweite Pfarrei der Stadt Dietikon wurde dagegen im Osten der Stadt im Schönenwerdquartier die Pfarrei St. Josef aufgebaut. Die Namensgebung erfolgte mit Rücksicht des neben der Kirche gelegenen St. Josefs-Heims der Karmelitinnen. Am 12. Februar 1963 wurde eine Baukommission gebildet, welche sechs Architekten zu einem Architekturwettbewerb einlud. Am 28. April 1965 wurde das Projekt von Architekt Julius Senn ausgewählt. Der Architekt wurde von der Baukommission in der Folge beauftragt, sein Projekt gemäss den Wünschen der Bauherrschaft zu überarbeiten. Da am 26. März 1965 auch die Liturgiereform des Zweiten Vatikanischen Konzils umgesetzt wurde, hatte Julius Senn auch diese veränderten Vorgaben bei seinem Kirchbau zu berücksichtigen. 1966 wurde das überarbeitete Projekt von der Baukommission, der Kirchenpflege von Dietikon und auch von der römisch-katholischen Zentralkommission Zürich genehmigt. Am 13. April 1966 stimmten die Katholiken der Kirchgemeinde Dietikon der Vorlage für den Kirchenbau und der Finanzierung von St. Josef Dietikon zu. Am 19. Juni 1966 erfolgte der erste Spatenstich und am 19. März 1967 wurde der Grundstein gesetzt. Da der Architekt Julius Senn 1967 verstarb, führte sein Bruder Eugen Senn die Bauarbeiten der Kirche fort. Der erste Gottesdienst wurde am 5. Mai 1968 gefeiert. Am 20. Oktober 1968 wurde die Kirche von Diözesanbischof Johannes Vonderach geweiht. Auf den gleichen Tag wurde das Quartier Schönwerd zum Pfarrrektorat erhoben. Am 3. September 1972 wurde St. Josef Dietikon zur eigenständigen Pfarrei ernannt und von St. Agatha abgetrennt. In den Jahren 1984/85 realisierte die Kirchgemeinde den Bau des Pfarreihuuses St. Josef, zwischen Kirche und Pfarrhaus gelegen. Im Jahr 2000 erfolgte die Innen- und Aussenrenovation des Pfarr- und des Sigristenhauses, im Jahr 2002 die Innenreinigung und Aussenrenovation der Kirche. Im Jahr 2014 wurde die Innensanierung der Kirche durchgeführt.
Die Kirchgemeinde Dietikon ist für die Kirchen St. Josef und St. Agatha zuständig. Mit ihren 8'130 Mitgliedern (Stand 2021) ist sie eine der grossen katholischen Kirchgemeinden des Kantons Zürich.

## Baubeschreibung

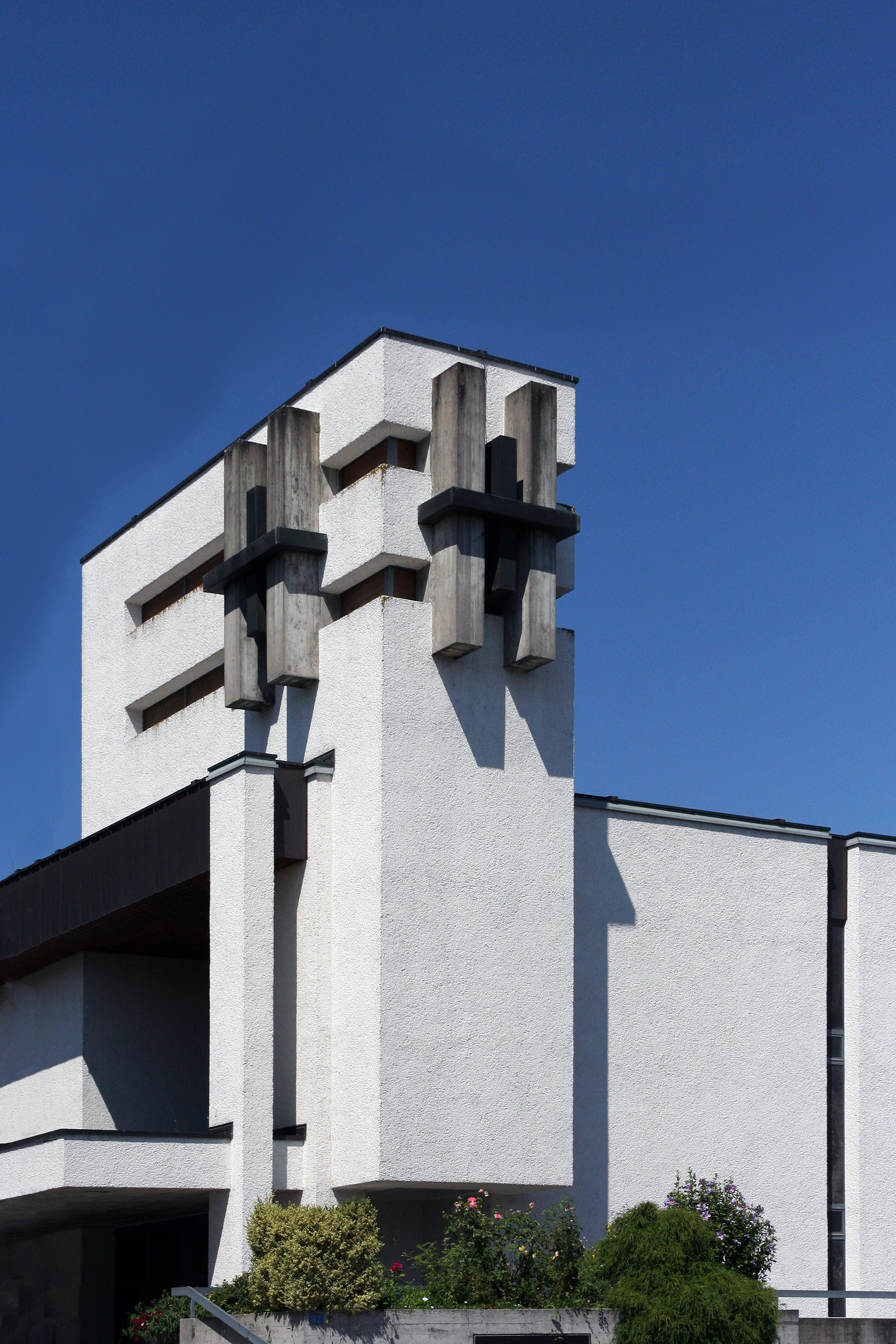
Kirchturm

### Kirchturm und Äusseres
An der Urdorferstrasse gelegen, erhebt sich die Kirche St. Josef als Betonbau längs der Strasse. Der Kirchturm wurde als Dachreiter auf das Flachdach der Kirche gesetzt, jedoch lässt ein vorgelagertes Fassadenelement den Dachreiter als Kirchturm plastisch hervortreten. Dem Geschmack der Zeit entsprechend besitzt die Kirche keine eigentlichen Kirchenfenster, sondern senkrechte Fensterschlitze, die in die Betonfassade eingebracht wurden. Die Parkplätze für die Autos der Zentrumsbesucher sind unter der Kirche eingerichtet; über eine Freitreppe gelangt der Besucher von der Urdorferstrasse zum erhöhten Kirchplatz, von dem das Pfarrhaus (links), das Pfarreizentrum (mittig) und die Kirche (rechts) betreten werden können.
Der Kirchturm birgt ein vierstimmiges Geläut, das das Salve-Regina-Motiv erklingen lässt. Gegossen wurden die Glocken am 2. Dezember 1966 in der Glockengiesserei Emil Eschmann in Rickenbach TG bei Wil SG. Am 15. Oktober 1967 weihte Abt Heinrich Groner vom Kloster Wettingen-Mehrerau die Glocken, welche am folgenden Tag von der Schuljugend in den Turm aufgezogen wurden. Am 5. Mai 1968 erklang das Geläut zum ersten Mal.
| Nummer | Gewicht | Ton  | Widmung                 | Inschrift |  |
| ------ | ------- | ---- | ----------------------- | --- |  |
| 1      | 1250 kg | e1   | Hl. Josef               | Um seiner Treue und Demut willen hat er ihn geheiligt und auserwählt vor allen Menschen. Im Namen Gottes goss mich und meine drei Schwestern Emil Eschmann Rickenbach. |  |
| 2      | 630 kg  | gis1 | Hl. Johannes der Täufer | Du wirst ein Prophet des Allerhöchsten heissen und vor dem Herrn einhergehen, ihm die Wege zu bereiten.                                                                |  |
| 3      | 370 kg  | h1   | Jesus Christus          | Ich bin der Weg, die Wahrheit und das Leben. |  |
| 4      | 270 kg  | cis2 | Schutzengel             | Preiset den Herrn, all seine Engel, Helden an Kraft, die sein Wort vollstrecken.                                                                                       |  |

### Innenraum und künstlerische Ausstattung

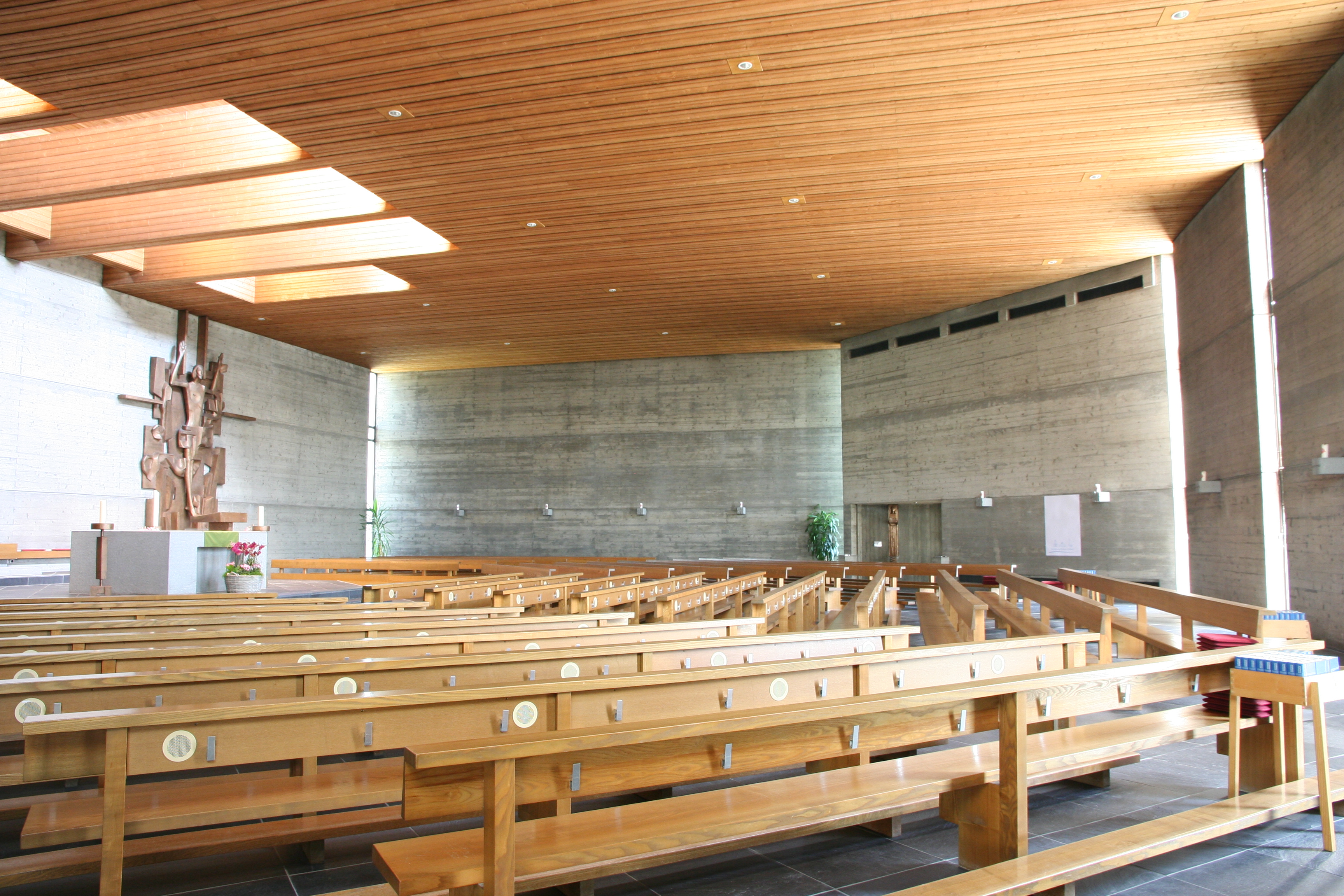
Innenansicht

Die Kirche St. Josef ist ein querrechteckiger Betonbau, dessen Wände aus gatterschnittgeschalten Sichtbetonwänden bestehen. Die Decke ist mit Gatterschnittholz verkleidet, der Boden ist mit schwarzen Platten bedeckt, unter dem sich die Bodenheizung der Kirche befindet. Neben den Fensterschlitzen in der Fassade besitzt die Kirche grosse Lichtschächte, die das Tageslicht über dem Altarraum bündeln und dadurch die Bedeutung des Altarraums hervorheben. Über dem Haupteingang der Kirche befindet sich ein grösseres Fenster, in dem der Künstler Albert Wider Symbole des christlichen Glaubens eingelassen hat. Weitere Symbole hat Albert Wider in die Fensterschlitze des Kirchenraums sowie an die Glaselemente der Kirchentüren angebracht. Sie symbolisieren Ereignisse aus dem Leben Jesu, so die Bergpredigt, die Brotvermehrung, das Abendmahl, die Passion und Auferstehung, aber auch die apokalyptischen Visionen des Jüngsten Gerichts und des Neuen Jerusalems. Entgegen vielen traditionellen Kirchengestaltungen ist das Fensterprogramm von St. Josef in monochromem, eingetrübtem Glas gehalten. Albert Wider schreibt dazu: „Farbige Glasbilder eroberten in einer kaum mehr überschaubaren Weise den modernen Kirchenraum und sind so zu einem egoistischen Selbstzweck verdichtet worden. Diesem Irrtum und diesem Zuviel ist die Notwendigkeit entgegenzuhalten, in einer geistig vertieften Kommunikation mit der Glaubensverkündigung das Zeichen zu verwenden, und dies in einer dem Evangelium gemässen Reinheit und Schlichtheit der Aussage in Form und Farbe.“ Der Kirchenraum ist ganz auf den Altarraum ausgerichtet, in dessen Mitte sich ein Altar aus Granit befindet, der wie auch die restliche Ausstattung der Kirche von Albert Wider geschaffen wurde. Die Bänke der Kirche gruppieren sich im Halbkreis um den Altar, wodurch die Vorgabe der Liturgiekonstitution des Zweiten Vatikanischen Konzils umgesetzt wurde, dass sich die Gemeinde um den Altar versammeln solle. Rechts vom Altar befindet sich der Ambo, bei dem im Jahre 2005 als Erinnerung an die letzten Karmelitinnen, die Dietikon verlassen hatten, Abgüsse ihrer Hände aufgestellt sind. Diese Installation wurde 2014 bei der Sanierung der Kirche wieder entfernt. Auf der Platte des Ambos ist in Anlehnung an Jesaja 6, 1-8 ein prophetischer Mund dargestellt, in dem sich ein glühender Stein befindet, Zeichen für das Wort Gottes. Vier Augen und fliessende Linien umgeben den prophetischen Mund. Links vom Altar befindet sich der Tabernakel, den Albert Wider ähnlich wie in der Dreifaltigkeitskirche Rüti als Säule gestaltet hat. Auf der Vorderseite ist auf der Tabernakeltür das eucharistische Brot mit einem eingelassenen gleichschenkligen Kreuz zu sehen. Auf der linken Seite des Altarraums steht der Taufbrunnen, auf dessen quadratischer Abdeckplatte der Heilige Geist in Form einer Taube dargestellt ist, der sich auf den Taufbrunnen niederlässt. Das Altarkreuz sowie die Kerzenständer wurden ebenfalls von Albert Wider gestaltet und nehmen Bibelworte des Neuen Testaments auf, so Galater 6, 14, 1 Korinther 1, 18 und Johannes 8, 12. In einer Wandnische unter der Orgelempore ist der Hl. Josef, der Kirchenpatron dargestellt, an der gegenüberliegenden Ecke der Kirche befindet sich in einer weiteren Wandnische das Bildnis des Hl. Antonius, der in seinen Händen ein Buch mit dem Wort Gottes hält und unter dem drei Brote abgebildet sind, die auf das Brotwunder des Hl. Antonius verweisen. Auf der linken Seite des Altarraumes findet sich die Darstellung der Gottesmutter Maria mit dem Jesuskind, über denen der Heilige Geist in Form einer Taube schwebt. Auf der rechten Seite des Altarraumes wurde die Plastik Der Auferstandene mit dem gesprengten Kreuz von Albert Wider angebracht. Bei dieser Darstellung von Jesus Christus als Auferstandenem, der aus dem Grab heraustritt, handelt es sich um das grösste Werk im Schaffen von Albert Wider.

### Orgel

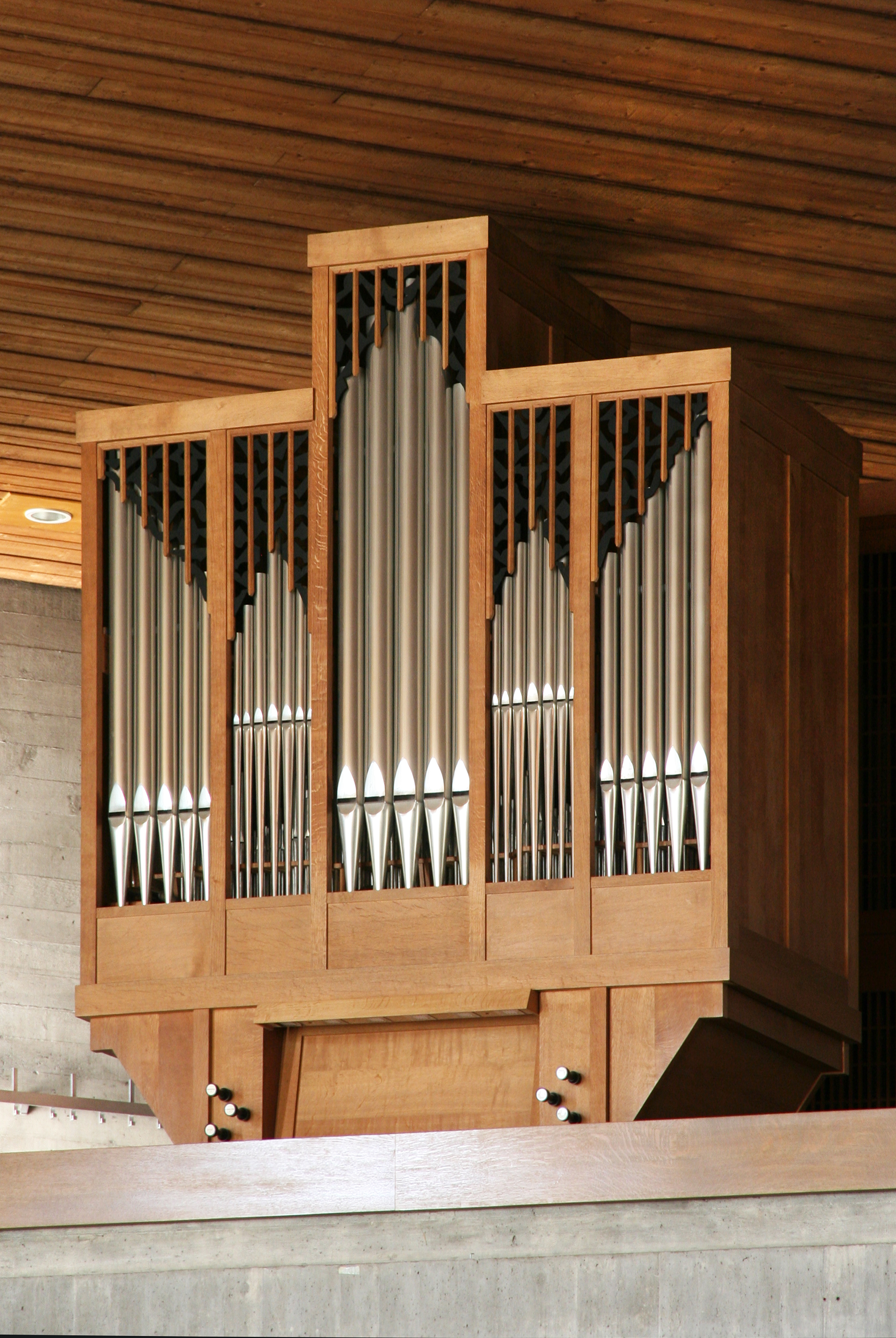
Metzler-Orgel von 1967

Im Jahr 1967 erbaute die Firma Metzler Orgelbau die Orgel für die Kirche St. Josef. Es handelt sich um ein Instrument mit 13 Registern auf zwei Manualen und Pedal. Die Spiel- und Registertraktur sind mechanisch. Im Jahr 1978 wurde die ursprünglich vorhandene Cymbel 1⁄2′ im 2. Manual durch ein Larigot 1 1⁄3′ ersetzt. Ebenfalls wurde ein auf beide Werke wirkender pneumatischer Tremulant eingebaut. Im Jahr 1988 erfolgte eine Generalrevision durch die Firma Metzler. Hierbei wurden in die Rückwand des Hauptwerk-Gehäuses Schallschlitze geschnitten, damit der neben dem Instrument stehende Chor den Klang besser hören kann.
| I Hauptwerk C–f3 |    |
| Prinzipal        | 8′ |
| Rohrflöte        | 8′ |
| Oktave           | 4′ |
| Oktave           | 2′ |
| Mixtur           | 1′ |

| II Positiv C–f3 |                |
| Holzgedackt     | 8′             |
| Gedacktflöte    | 4′             |
| Spitzflöte      | 2′             |
| Sesquialter     | 2 ⁄3′ + 1 3⁄5′ |
| Larigot         | 1 ⁄3′          |

| Pedal C–d1 |     |
| Subbass    | 16′ |
| Bourdon    | 8′  |
| Trompete   | 8′  |

- Normalkoppeln: II/I, I/P, II/P
- Tremulant auf beide Werke wirkend
- Spielhilfen: Absteller Mixtur (HW) Trompete (Ped)